# 이석제
이석제(李錫濟, 1925년 3월 18일 - 2011년 2월 28일)는 대한민국의 군인, 정치인이다. 6.25 전쟁에 참전하였고, 1961년 5.16 군사 정변에 참여하여 군사혁명위원회, 국가재건최고회의에 관여했다. 군에서 예편한 후 내각사무처 차장, 총무처 장관, 감사원장 등을 역임했다. 본관은 고성(固城)이다.

## 약력
- 1925년 3월 18일 평안북도 의주군 신의주읍 출신
- 평안중학교 졸업
- 임시정부 한국 광복군에 참여
- 육군사관학교 8기 졸업, 육군소위 임관
- 6.25 전쟁 참전
- 1953년 청구대학교 법학과 졸업
- 39사단 연대장
- 1958년 육군대학 교관
- 1960년 육군본부 군수참모부 기획과 과장
- 1961년 박정희, 장도영, 김종필, 박창암 등과 함께 5·16 군사 정변에 참여
- 1961년 군사혁명위원회 법무분과위원, 군사 정변 당시 방송계통 담당
- 1961년 6월 - 1963년 1월 28일 국가재건최고회의 법사위원장
- 1961년 6월 - 1963년 1월 28일 국가재건최고회의 법무분과위원
- 1962년 7월 헌법심의위원회 위원
- 1963년 육군 준장 예편
- 1963년 2월 검찰총장
- 1963년 2월 - 1963년 12월 제2대 내각 사무처 처장
- 1963년 2월 민주공화당 창당발기위원
- 1963년 12월 - 1964년 5월 1대 총무처  장관
- 1964년 2월 EROPA 의장
- 1964년 5월 - 1969년 10월 2대 총무처  장관
- 1965년 한일 회담 때 한국측 대표의 한 사람으로 참여
- 1965년 7월 이승만 박사 장례위원회 집행위원장
- 1966년 9월 경상남도 진주에서 개최된 EROPA 회의 참석
- 1966년 11월 EROPA 회의 참석
- 1967년 학생마술연합회 회장
- 1968년 - 1981년 4월 행정개혁조정위원회 위원장
- 1969년 1월 교육심의위원회 위원
- 1969년 8월 타이완에서 밀반입되던 밀수금괴 적발
- 1970년 3월 - 5월 세계일주
- 1971년 7월 - 1972년 2월 제5대 감사원장
- 1972년 8월 - 1976년 7월 제6대 감사원장
- 1972년 통일주체국민회의 의원
- 1974년 한양대학교 초빙교수
- 1975년 동국대학교 초빙교수
- 1976년 영국 유학
- 1978년 9대 국회의원, 유신정우회
- 1979년 10대 국회의원, 유신정우회
- 1979년 3월 유신정우회 운영위원
- 1979년 12월 - 1980년 3월 헌법재판소 조사분과위원회 위원장
- 1980년 5·16 민족상협회 이사장
- 1980년 정치금지
- 1980년 - 1984년 7월 26일 (주)덕수개발 명예회장 겸 고문
- 1983년 2월 정치해금
- 1984년 9월 박정희대통령추도위원회 의전담당
- 1984년 12월 민족중흥동지회 창립에 참여
- 1987년 11월 신민주공화당 상임고문
- 1988년 5월 신민주공화당 고문
- 1989년 중앙대학교 초빙교수
- 1995년 자유민주연합 고문
- 2011년 2월 28일 삼성서울병원에서 사망

## 가족 관계
- 부인 : 김숙자(金淑子, 1933년 - )
  - 아들 : 이준호
  - 아들 : 이종엽

## 학력
- 육군사관학교 8기
- 1953년 청구대학교 법학과 학사
- 1955년 육군보병학교 졸업
- 1957년 육군대학 졸업
- 1960년 국방대학원 행정학 석사
- 1963년 동국대학교 대학원 법학석사
- 1967년 동국대학교 대학원 법학박사

### 명예 박사 학위
- 1970년 동국대학교 명예 법학박사

## 상훈
- 화랑무공훈장 3회
- 청조근정훈장
- 보국훈장통일장

## 저서
- 각하, 우리 혁명합시다 (도서출판 서적포, 1995)
- 이순신장군의 조선수군사 (육군대학, 1959)

## 역대 선거 결과
| 실시년도 | 선거 | 대수 | 직책     | 선거구           | 정당       | 득표수 | 득표율      | 순위 | 당락 | 비고 |
| -------- | ---- | ---- | -------- | ---------------- | ---------- | ------ | ----------- | ---- | ---- | ---- |
| 1978년   | 총선 | 10대 | 국회의원 | 통일주체국민회의 | 유신정우회 |        | \| \| 0% \| | 지명 |      | 초선 |
|          | 0%   |      |          |                  |            |        |             |      |      |      |

## 같이 보기
- 5·16 군사 정변
- 국가재건최고회의
- 제3공화국
- 제4공화국
- 10월 유신
- 자유민주연합

## 참고 문헌
- 이석제, 각하, 우리 혁명합시다 (도서출판 서적포, 1995)
- 이석제, 이순신장군의 조선수군사 (육군대학, 1959)
- 윤보선, 외로운 선택의 나날들 (동아일보사, 1991)

| 전임 김병삼 | 제12대 내각사무처장 1963년 2월 2일 ~ 1963년 12월 16일 | 후임 이석제 (총무처 장관) |

| 전임 이석제 (내각사무처장) | 제13대 총무처 장관 1963년 12월 17일 ~ 1969년 10월 20일 | 후임 서일교 |

| 전임 이근상 (직무대행) | 제5대 감사원장 1971년 7월 31일 ~ 1972년 2월 26일 | 후임 이석제 (서리) |

| 전임 이석제 | 감사원장 서리 1972년 2월 27일 ~ 1972년 7월 31일 | 후임 이석제 |

| 전임 이석제 (서리) | 제6대 감사원장 1972년 8월 1일 ~ 1976년 7월 31일 | 후임 신두영 (서리) |